# The Village Voice

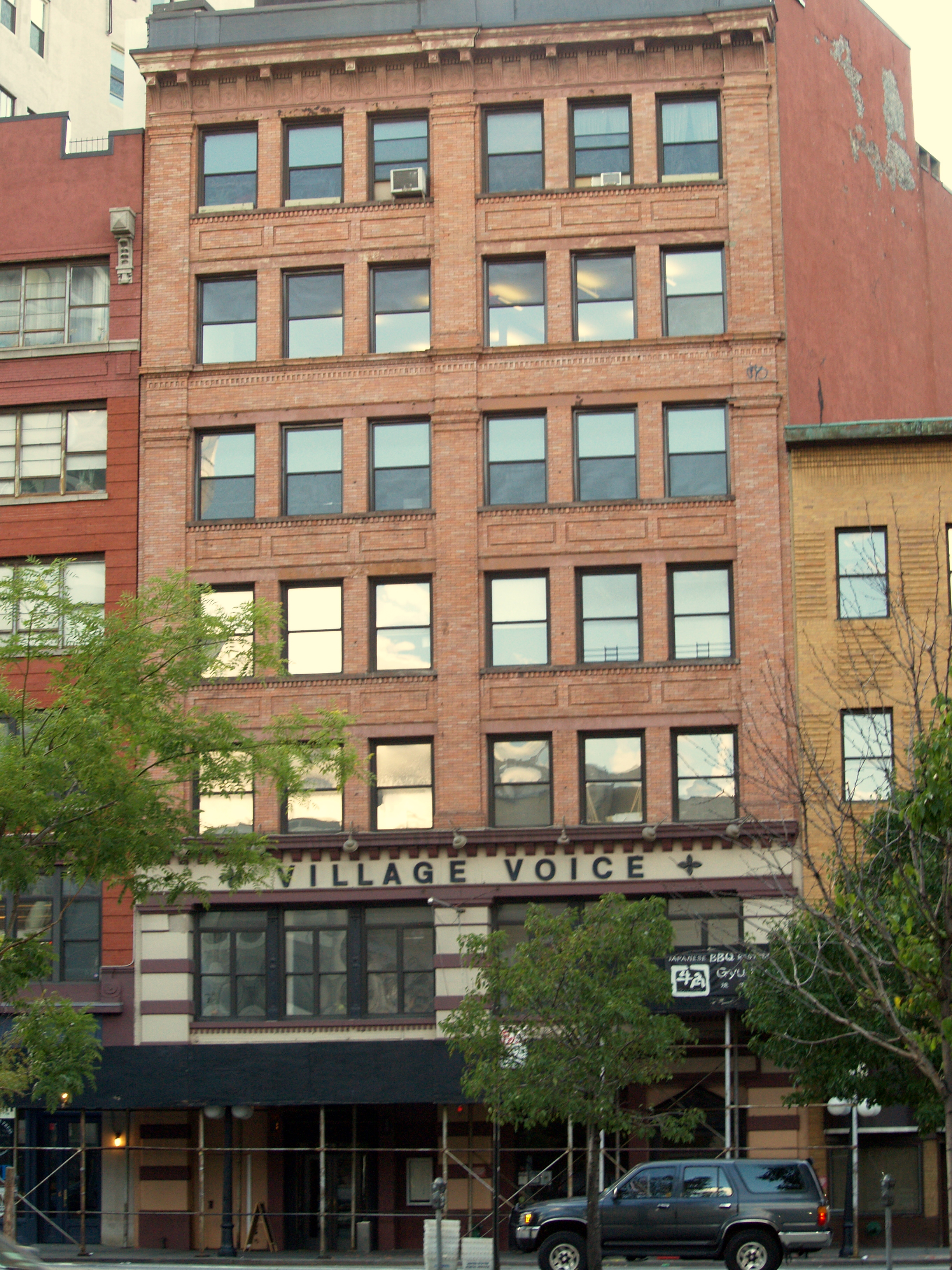
Gli uffici della sede centrale del giornale a New York.

The Village Voice ("La Voce del Villaggio") è stato un settimanale statunitense in formato tabloid a distribuzione gratuita con sede a New York. Il giornale trattava varie tematiche di carattere generale quali cronaca, economia, arte, cultura e musica. A pagamento era disponibile anche nel resto degli Stati Uniti ed in Europa.
Era noto per essere il più antico e diffuso tabloid di carattere generale ad uscita settimanale degli Stati Uniti e per essere la voce arrabbiata e irriverente di New York.. Dopo 63 anni ininterrotti di pubblicazione, ha chiuso il 31 agosto 2018.
I giornalisti del Village Voice hanno vinto tre Premi Pulitzer con Teresa Carpenter (1981), Jules Feiffer (1986), Mark Schoofs (2000). 

## Storia
Il Voice (come viene chiamato colloquialmente) venne fondato da Ed Fancher, Dan Wolf, John Wilcock e Norman Mailer il 26 ottobre 1955 in un bilocale situato nel Greenwich Village, quartiere iniziale di diffusione del giornale, espandendo poi la distribuzione a tutta la città negli anni sessanta.
I primi editorialisti degli anni cinquanta e sessanta includevano Jonas Mekas, che esplorò il movimento del film underground nella sua rubrica "Film Journal"; Linda Solomon, che ha recensito la scena del club Village nella colonna "Riffs"; Sam Julty, che ha scritto una colonna popolare sulla proprietà e la manutenzione delle auto. John Wilcock ha scritto una rubrica ogni settimana per i primi dieci anni del giornale. Un altro regolare di quel periodo fu il fumettista Kin Platt, che fece caricature teatrali settimanali. Altri abituali frequentatori: Peter Schjeldahl, Ellen Willis, Jill Johnston, Tom Carson, Richard Goldstein. 
The Voice ha pubblicato inchieste sulla politica di New York, oltre a rapporti sulla politica nazionale, con rubriche di arte, cultura, musica, danza, cinema e teatro. Il giornale, che a New York ha avuto tra i principali concorrenti New York Observer e Time Out New York, è stato sostenitore sin dal suo inizio di un teatro alternativo a New York attraverso i suoi Obie Awards. Il sondaggio "Pazz & Jop", iniziato da Robert Christgau nei primi anni settanta, è stato pubblicato ogni anno e considerato un'influente indagine sui critici musicali della nazione. Nel 1999 il critico cinematografico J. Hoberman e l'editore della sezione cinematografica Dennis Lim iniziarono un sondaggio Village Voice Film. Nel 2001 il giornale ha sponsorizzato il suo primo festival musicale, il "Siren Festival", un evento annuale gratuito che si tiene ogni estate a Coney Island. L'evento si è spostato nella punta più bassa di Manhattan nel 2011 ed è stato ribattezzato "4knots Music Festival", un riferimento alla velocità della corrente del fiume East. 
Nel 1996, dopo essere stato venduto per decenni a pagamento, il Voice diventò un settimanale alternativo gratuito. Il sito web è stato premiato con l'Online Journalism Award della National Press Foundation nel 2001 e con l'Editor & Publisher EPpy Award come miglior servizio online per giornali negli Stati Uniti nel 2003. Nel 2005 la catena settimanale alternativa di Phoenix, New Times Media, ha acquistato la società prendendo il nome di Village Voice Media. Da quel momento le persone chiave del giornale cambiarono e la gestione fu affidata a due giornalisti di Phoenix, in Arizona. 
Iniziarono anche i licenziamenti dei più importanti collaboratori. Nell'aprile 2006 il Voice ha licenziato l'editore musicale Chuck Eddy. Quattro mesi dopo il giornale licenziò il critico musicale Robert Christgau. Nel gennaio 2007 fu lasciata a casa l'esperta dei problemi di sesso Rachel Kramer Bussel; poco dopo la stessa sorte toccò al direttore creativo Ted Keller, l'art director Minh Oung, l'editorialista di moda Lynn Yeager, il direttore artistico Art Beghtol. Il caporedattore Donald Forst ha rassegnato le dimissioni nel dicembre 2005; Doug Simmons, il suo sostituto, è stato licenziato nel marzo 2006, il successore di Simmons, Erik Wemple, si è dimesso dopo due settimane. Il suo sostituto, David Blum, è stato licenziato nel marzo 2007. Tony Ortega ha poi ricoperto la carica di caporedattore dal 2007 al 2012. Il licenziamento di Nat Hentoff, che ha lavorato per il giornale dal 1958 al 2008, ha sollevato varie critiche. Alla fine del 2011 è stata la volta di Wayne Barrett, che aveva scritto per il giornale dal 1973. Per solidarietà si è dimesso il giornalista investigativo Tom Robbins. 
Nel settembre 2012 tre dirigenti di Village Voice Media - Scott Tobias, Christine Brennan e Jeff Mars - hanno rilevato la proprietà della casa editrice e hanno costituito il Voice Media Group con sede a Denver. Nel maggio 2013 i responsabili di Village Voice, Will Bourne e Jessica Lustig, hanno dichiarato al The New York Times di dimettersi piuttosto che eseguire ulteriori licenziamenti del personale. Dopo le loro dimissioni, la proprietà del Village Media Group ha licenziato tre dei collaboratori di lunga data di Voice: il giornalista di gossip e vita notturna Michael Musto, il critico di ristoranti Robert Sietsema e il critico teatrale Michael Feingold. Nel luglio 2013 è stato nominato come direttore del settimanale Tom Finkel.
Nell'ottobre 2015 Peter Barbey ha acquistato The Village Voice da Voice Media Group attraverso la società di investimento Black Walnut Holdings LLC. Barbey, esponente di una delle famiglie americane più ricche e a lungo proprietaria del Reading Eagle (quotidiano della città di Reading, Pennsylvania), ha nominato Joe Levy, ex Rolling Stone, come redattore capo ad interim, e Suzan Gursoy, ex Ad Week, come direttore. Nel dicembre 2016 Barbey, che nel frattempo ha eliminato dal giornale la pubblicità per le agenzie di escort e i servizi di telefonia sessuale, ha poi nominato Stephen Mooallem, ex Harper's Bazaar, come caporedattore. Mooallem si è dimesso nel maggio 2018 e non è stato sostituito prima della chiusura della pubblicazione.
Il 31 agosto 2018 l'annuncio che il Village Voice avrebbe cessato la produzione e che metà del personale sarebbe stato licenziato mentre l'altra metà sarebbe rimasta per un periodo limitato per progetti di archiviazione. Due settimane dopo la cessazione delle attività del Village Voice, il 13 settembre, il co-fondatore John Wilcock è morto in California all'età di 91 anni.

## Collaboratori
Il Village Voice ha pubblicato articoli di autori come Ezra Pound, Henry Miller, Barbara Garson, Katherine Anne Porter, James Baldwin, Ted Hoagland, Colson Whitehead, Nelson George, Greg Tate, Barry Cooper, Peter Noel, Tom Stoppard, Lorraine Hansberry, Lester Bangs, l'attivista e autore cattolico Thomas E. Byers, Allen Ginsberg e Joshua Clover. 
Il giornale ha ospitato anche autori di fumetti underground. Oltre al pilastro Jules Feiffer, anche Robert Crumb, Matt Groening, Lynda Barry, Stan Mack, Mark Alan Stamaty, Ward Sutton e Ruben Bolling hanno collaborato con il giornale.